# Turnul central din Königs Wusterhausen

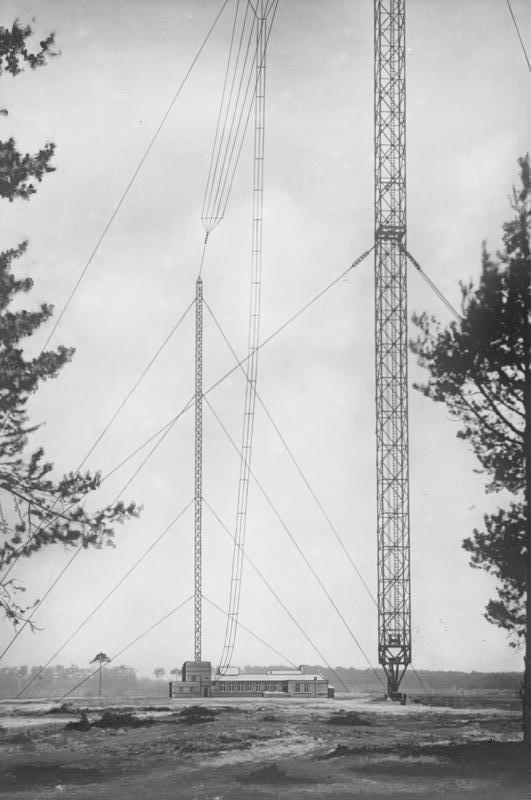

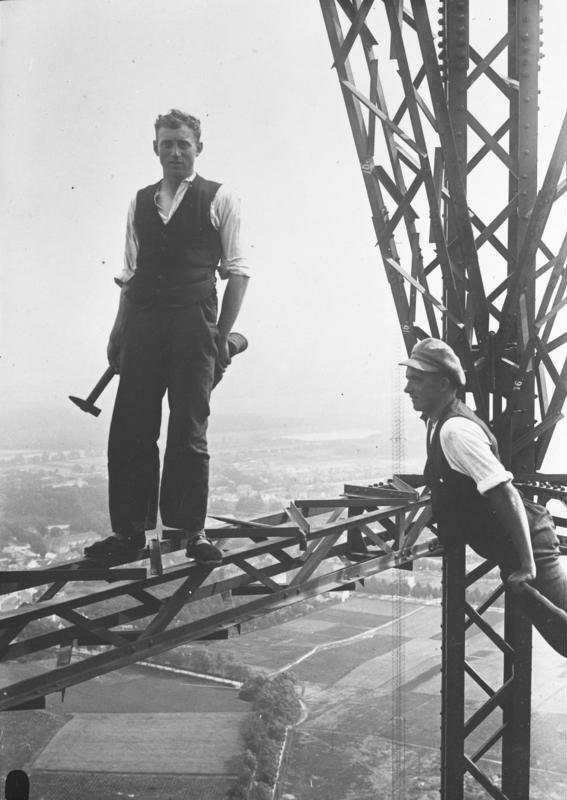
Verificarea turnului emițătorului radio, 1930

Stema Königs Wusterhausen

Turnul Central din Königs Wusterhausen a fost un turn de 243 metri (797 ft), cu cadru de oțel de sine stătător pe Muzeul Funkerberg din comuna Königs Wusterhausen, Germania. Turnul, cu secțiunea sa transversală triunghiulară unică, și-a inceput construcția in 1924 și a fost finalizat in 1925. Turnul s-a prăbușit în timpul furtunii Quimburga pe 13 noiembrie 1972.